# 拉佩吕格
拉佩吕格（法語：Lapeyrugue，法語發音：[lapeʁyɡ]）是法国康塔尔省的一个市镇，位于该省西南部，属于欧里亚克区。

## 地理
拉佩吕格（44°43'43"N, 2°32'35"E）面积8.47 平方千米，位于法国奥弗涅-罗讷-阿尔卑斯大区康塔爾省，该省份为法国中南部省份，位于法國中央高原中心，北起科雷兹省、上盧瓦爾省和多姆山省，西接洛特省和科雷兹省，南至阿韦龙省和洛特省，东临上盧瓦爾省和洛泽尔省。
与拉佩吕格接壤的市镇（或旧市镇、城区）包括：米罗尔、圣伊波利特、拉贝瑟雷特、拉迪尼亚克、蒙萨尔维。

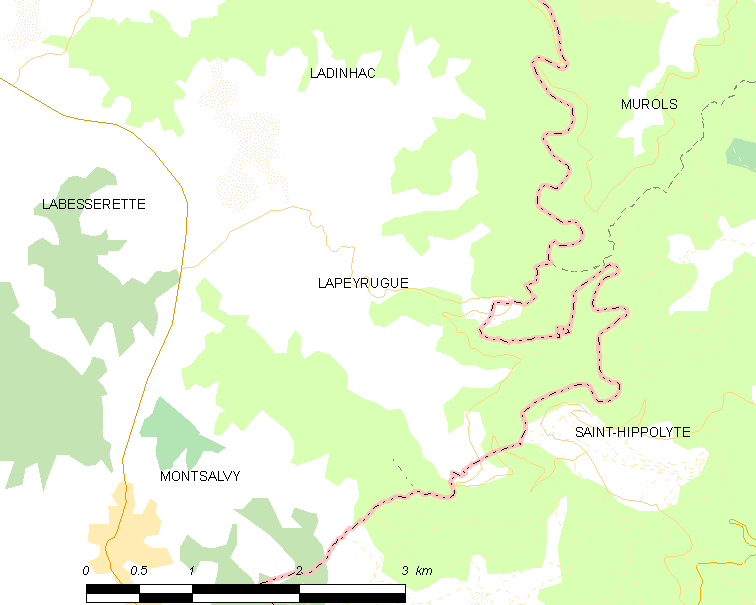
拉佩吕格的OSM定位图

拉佩吕格的时区为UTC+01:00、UTC+02:00（夏令时）。

## 行政
拉佩吕格的邮政编码为15120，INSEE市镇编码为15093。

## 政治
拉佩吕格所属的省级选区为塞尔河畔阿尔帕容县。

## 人口

1962-2008年间拉佩吕格人口变化图示

拉佩吕格于2022年1月1日时的人口数量为94人。